# John Newlove
John Newlove (ur. 13 czerwca 1938 w Reginie, zm. 23 grudnia 2003 w Ottawie) – kanadyjski poeta.
W swojej twórczości często nawiązywał do wspomnień z dzieciństwa, odtwarzając zapamiętany krajobraz – kanadyjską prerię. Ze względu na rytmikę wierszy został uznany za mistrza prozodii. W wierszach poruszał wątki historyczne i kwestie etniczne związane głównie z problematyką regionalną i narodową. Jego ważniejsze dzieła to zbiory poezji Grave Sirs (1962), Black Night Window (1968), The Cave (1970), The Night the Dog Smiled (1986), Apology for Absence: Selected Poems 1962-92 (1993)